# Trazan & Banarnes bäzta
Trazan & Banarnes bäzta är ett samlingsalbum med Trazan & Banarne, från 1999. Skivan innehåller hits från tidigare plattor.

## Låtlista
1. Balla Trazan Apansson
2. Sockerbagarejazz
3. Ja da
4. Fantomens brallor
5. Nicko & Pulver
6. Rogers sång
7. Banansången
8. Nicko & Pulver
9. Bellman och geten
10. Vi har Tarzan på middag
11. Sången om Kalle
12. Är bananerna fina?
13. Rak banana
14. Nicko & Pulver
15. Djungelmums
16. Bananer
17. Joddlarskolan - Hönslåten
18. Nicko & Pulver
19. Apanssons yrke
20. Tigern är ett majsigt djur
21. Calle Cobra
22. Är bananerna fina?
23. Dom har inga bananer
24. Djungel-Jims kanin
25. Krypälskarnas vals
26. Ankan